# Atlantic International University
Atlantic International University, Inc. (AIU) es una universidad privada de enseñanza a distancia con ánimo de lucro con sede en Honolulu, Hawái. Se fundó en diciembre de 1998 con el nombre de Atlantic University, Inc. Nació en los años 80, de un grupo de empresas que deseaban ofrecer formación continua a sus empleados, grados y posgrados. A pesar de estar situada en Hawai, AIU no está acreditada por ninguna agencia de acreditación estadounidense pero si por una agencia de UK.

## Acreditación
Aunque tiene su sede en Estados Unidos, no está acreditada por ninguna agencia reconocida por la Secretaría de Educación de los Estados Unidos. De acuerdo a su sitio web, señala estar acreditada por, una agencia independiente denominada, Servicio de Acreditación de Escuelas, Colegios y Universidades Internacionales del Reino Unido (ASIC).
La Atlantic International University estaba acreditada por la no reconocida Accrediting Commission International. También ha figurado como universidad no reconocida en otros países, como Ghana, Nigeria (en relación con una sucursal en Okija) y Omán.
La Oficina de Protección del Consumidor del Estado de Hawái ha procesado a Atlantic International University por afirmar fraudulentamente que es una institución acreditada. En un caso de 2002, el Estado alegó que "AIU no está ni ha estado nunca acreditada por una agencia o asociación de acreditación reconocida por la Secretaría de Educación de los Estados Unidos... AIU no ha revelado de forma correcta y adecuada en sus materiales promocionales, concretamente en la publicidad de sus agentes, el hecho de que no está plenamente acreditada por ninguna agencia o asociación de acreditación reconocida a nivel nacional que figure en la lista de la Secretaría de Educación de los Estados Unidos, lo que supone una violación de la Ley Rev. Stat. § 446E-2(a) de Hawai.

## Alumnos notables
- Joaquín Ramírez
- Joyce Banda[11]
- Gideon Gono[12]
- Michael Sata[13]